# مارکو پاسیونه
مارکو پاسیونه (انگلیسی: Marco Pacione؛ زادهٔ ۲۷ ژوئیهٔ ۱۹۶۳) بازیکن فوتبال اهل ایتالیا است.
از باشگاه‌هایی که در آن بازی کرده‌است می‌توان به باشگاه فوتبال هلاس ورونا، باشگاه فوتبال تورینو، باشگاه فوتبال یوونتوس، باشگاه فوتبال رجانا، باشگاه فوتبال آتالانتا، و باشگاه فوتبال جنوآ اشاره کرد.